# 佐田啟二
佐田啓二（日语：／ Sada Keiji，1926年12月9日—1964年8月17日），本名中井寛一，為1940年代後期至1960年代後期活躍的演員。
育有一子一女，分別是同樣為演員的中井貴一及女演員、小品文作者中井貴惠的父親。

## 簡介
出生於京都市下京區的一商家。於京都市立第二商業學校畢業後，入讀早稻田大學政治經濟系。學生時代，為松竹的當紅演員佐野周二的家租房間住的緣故，得以於1946年工作於松竹大船攝影所，現在的藝名也是由「佐野周二」的姓及名中各取其一字而成。
1947年，木下惠介監督的『不死鳥』中，突然被提拔成大明星田中絹代的配角。與田中的戀愛場景也成為話題，很早巳獲得明星的地位。其後，
菊田一夫原作的NHK受歡迎廣播劇的電影化，命名為『（鐘鳴之丘）』，且獲得主角機會，播出後亦獲得民眾歡迎。
此後於1950年代也參與眾多作品演出，憑「台風騒動記」、獲得第7屆藍絲帶獎主演男優賞。
在1960年代的戰後作品小津安二郎「秋刀魚之味」及木下的『悲歡的歲月』也曾演出。1964年8月17日，從信州蓼科高原的別墅返回東京的途中，他所乘坐的汽車於山梨縣韭崎市的國道20號線鹽川橋發生交通事故，在送往醫院期間身亡。當時正在拍攝的NHK的電視劇『彩虹的設計』根據他生前的映像，經後期製作拼貼後完成。

## 演出作品
註:只列出主要作品。

### 1940年代
1947年
- 不死鳥

1948年
- 鐘鳴之丘（日语：鐘の鳴る丘）　第一篇 隆太之卷
- 彼と共に去りぬ
- 火之薔薇

1949年
- 鐘鳴之丘（日语：鐘の鳴る丘）　第二篇 修吉之卷
- 鐘鳴之丘（日语：鐘の鳴る丘）　第三篇
- 四谷怪談　前後篇

### 1950年代
1950年
1951年
- （首套彩色電影演出）
- 自由學校（日语：自由学校）

1952年
- 本日休診

1953年
- 請問芳名（電影版第1、2部）

1954年
- 勲章
- 家族會議　東京篇 大阪篇
- 請問芳名（電影版第3部）

1955年
1956年
- 台風騒動記

1957年
1958年
- 彼岸花（日语：彼岸花 (映画)） （小津安二郎作品）

1959年
- 人間之條件（日语：人間の條件 (映画)）　第1至4部

### 1960年代
1960年
- 秋日和（日语：秋日和）（小津安二郎作品）

1961年
- 獵銃（日语：猟銃 (小説)）

1962年
- 東京灣
- 秋刀魚之味（小津安二郎作品）

1963年
- 花之生涯（日语：花の生涯 (NHK大河ドラマ)）（NHK大河劇）
- 東芝週日劇場（TBS電視劇）

1964年
- 暗殺
- 虹の設計（1964年、NHK電視劇）